# Adelaide Ristori
Adelaide Ristori (Cividale del Friuli, 29 gennaio 1822 – Roma, 9 ottobre 1906) è stata un'attrice teatrale italiana.
Acclamatissima dal pubblico e lodata dai suoi contemporanei per il suo patriottismo risorgimentale, è stata l'attrice italiana più famosa e influente dell'Ottocento.

## Biografia
Attrice tragica molto nota, fu sempre applaudita dal pubblico. Figlia d'arte, essendo i genitori gli attori Antonio Ristori e Maddalena Ricci-Pomatelli, della modesta compagnia teatrale Cavicchi, nonché parente di Francesco Augusto Bon, Luigi Bellotti Bon e Laura Bon, e capace di recitare perfettamente in inglese e in francese, riscosse notevoli successi anche all'estero, ricevendo anche elogi da Cavour, che le scrisse:
La Ristori compì spesso azioni di propaganda, ad esempio nei teatri in cui si esibiva, in terra italiana ma ancora sotto il dominio asburgico o borbonico. Regolarmente, i suoi spettacoli venivano interrotti dalla polizia, poiché la Ristori, già nota per i suoi sentimenti patriottici, dal palcoscenico lanciava slogan a favore dell'Italia e di Vittorio Emanuele II.

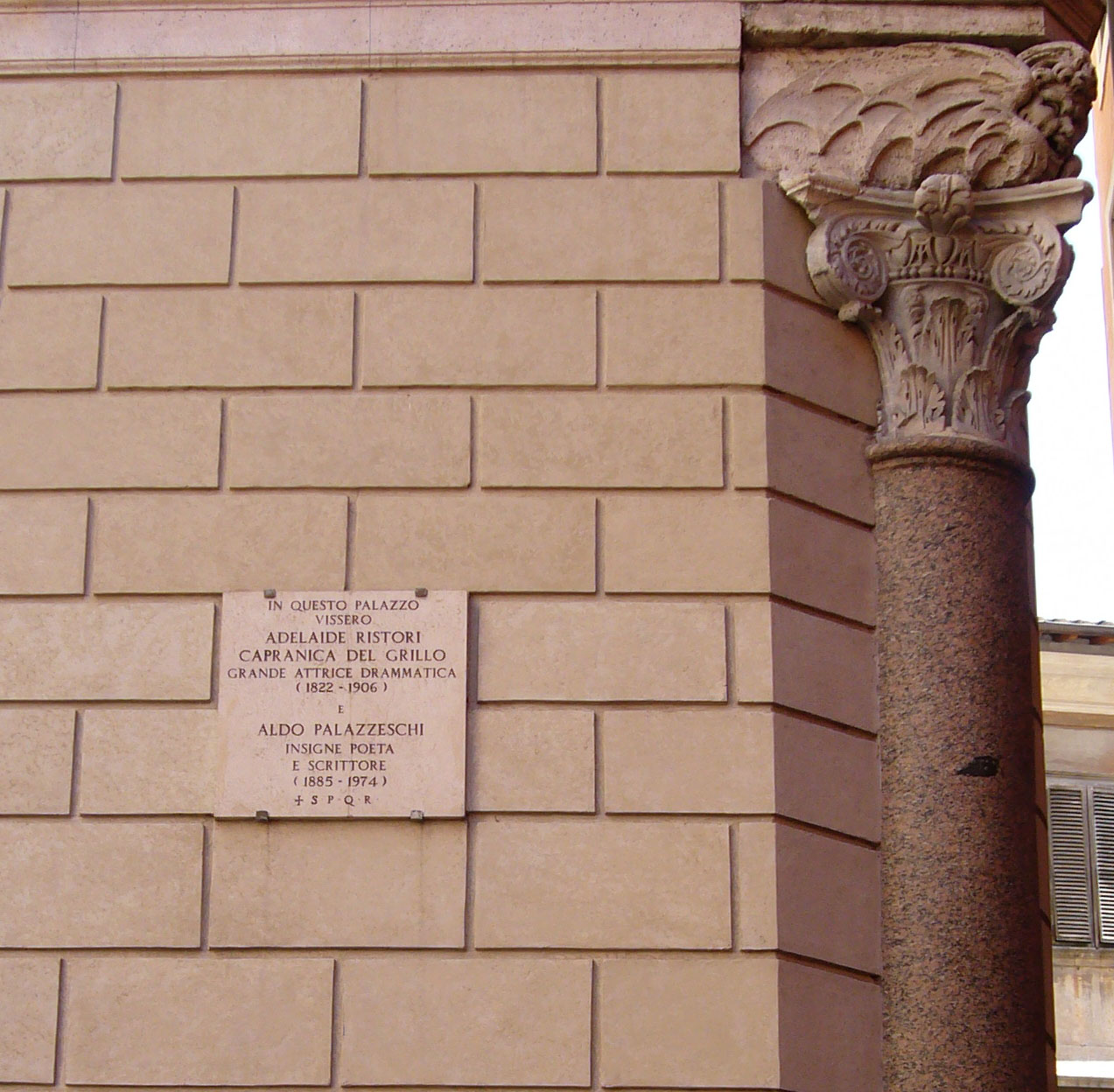
Memoria di Adelaide Ristori sul palazzo Capranica del Grillo dove abitò, a Roma.

Nel 1847 sposò il marchese Giuliano Capranica del Grillo, dal quale ebbe quattro figli. Il matrimonio suscitò scandalo, poiché a quei tempi attori e attrici erano considerati persone al margine della società in quanto "girovaghi". Divenuta molto benestante, una rarità per le compagnie teatrali dell'epoca, possedeva un lussuoso vagone ferroviario personale con cui si spostava tra Parigi, Londra e gli Stati Uniti. Il suo successo fu tale che numerose biografie dell'artista circolavano in tutta Europa già a metà secolo, con lei poco più che trentenne. Nel 1885 si ritirò dal teatro e in seguito, rimasta vedova nel 1892, passò il resto della vita occupandosi di assistenza ai bisognosi. Scrisse Ricordi e Studi artistici, e nel 1902, in occasione del suo ottantesimo compleanno, ebbe persino l'onore di ricevere una visita da parte del Re Vittorio Emanuele III, evento mai accaduto prima a un rappresentante del mondo dello spettacolo.

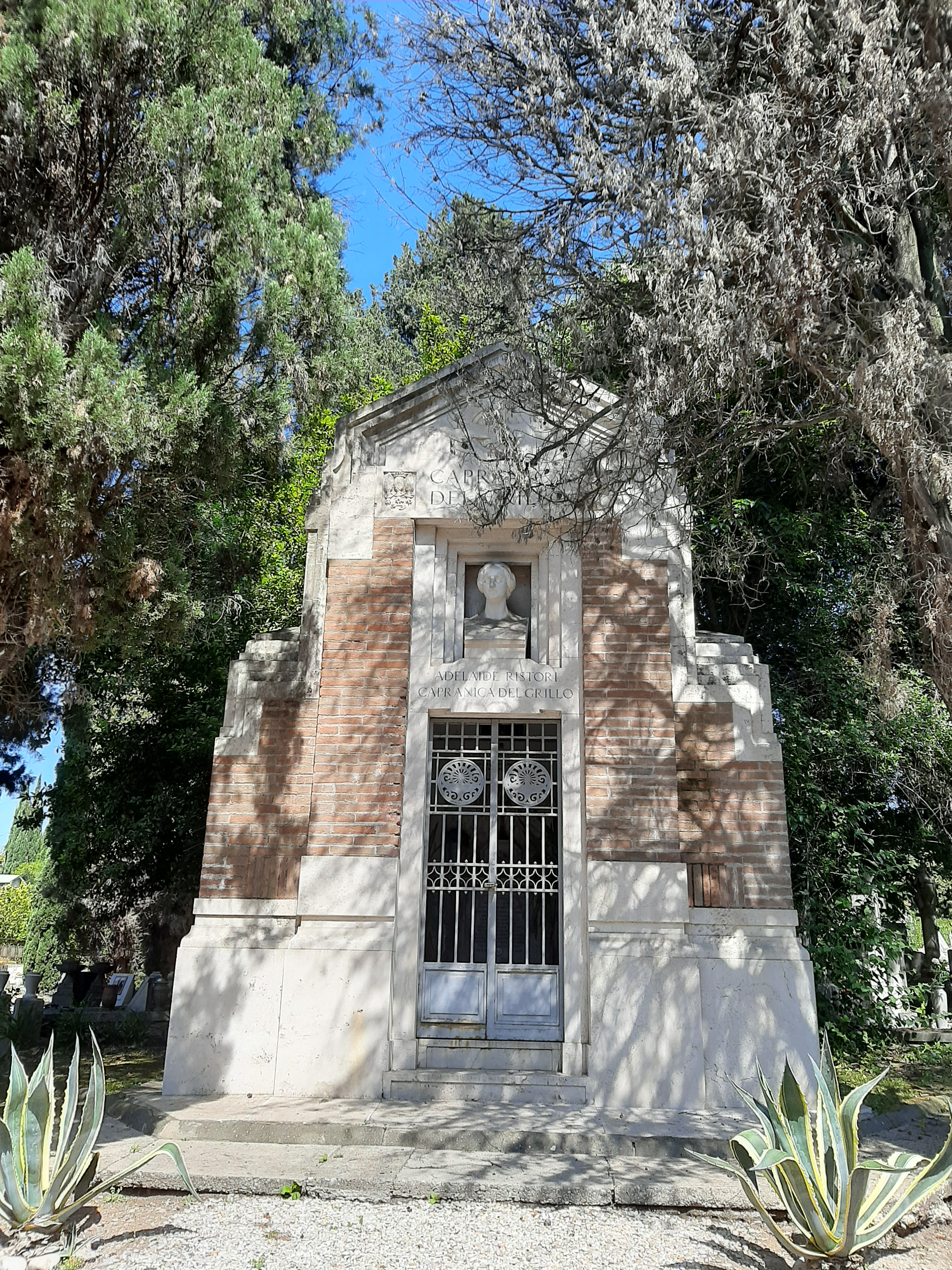
Tomba di Adelaide Ristori al cimitero monumentale del Verano di Roma

Morì a Roma nel 1906 all'età di ottantaquattro anni in via Monterone 76, nel palazzo Capranica del Grillo; fu sepolta nel Cimitero del Verano a Roma.

### Costume
La progettazione dei suoi abiti era affidata a pittori, mentre il confezionamento a sartorie. Abbiamo molte fonti per quanto riguarda i costumi dell'attrice e sono conservate tuttora molte lettere scritte da lei a colleghi e sartorie. Molte di queste, come molti dei vestiti, sono conservati nel Civico museo biblioteca dell'attore di Genova sede del lascito Ristori Capranica del Grillo.
La Ristori porterà un cambiamento riguardante il costume: sarà infatti ella stessa a dedicarsi alla scelta di questi per gli interpreti della rappresentazione. Curerà lei i dettagli e sosterrà lei le spese al posto dell'attore. Tipico dell'epoca era infatti commissionare all'attore il compito di comprarsi e curarsi il vestito; troppe volte questo pesava molto economicamente sulle tasche degli interpreti. La Ristori utilizzerà il costume come suo personale biglietto da visita, e perciò consulterà vari musei, documentazioni, chiederà la collaborazione dei più famosi pittori e acquisterà molti abiti dal sarto più famoso e importante di Parigi, ovvero Worth. Ai costumi della Ristori è dedicata una Esposizione a Genova a Palazzo Lomellino a cura del Civico museo biblioteca dell'attore di Genova.

### Maria Antonietta
Il 2 ottobre 1867 si esibì a New York con la prima assoluta  di questo dramma di Paolo Giacometti. Il pubblico a cui era destinato lo spettacolo non comprendeva il testo perché appunto in italiano o in francese, così si decise di basare lo spettacolo su un'esteticità visiva, più precisamente sui costumi. Ad ogni atto gli attori cambiavano i costumi. Le scene per lo spettacolo erano commissionate al più importante laboratorio dei teatri lirici, ovvero il teatro San Carlo di Napoli. Il rumore per i costumi della Maria Antonietta fu tale che l'imperatrice Eugenia ottenne di vederli prima che fossero chiusi nelle ceste (contenitori del corredo) e ciò fu sfruttato in senso promozionale. Gli abiti di questa rappresentazione avevano più uno stile ottocentesco che rococò.

## Memoria

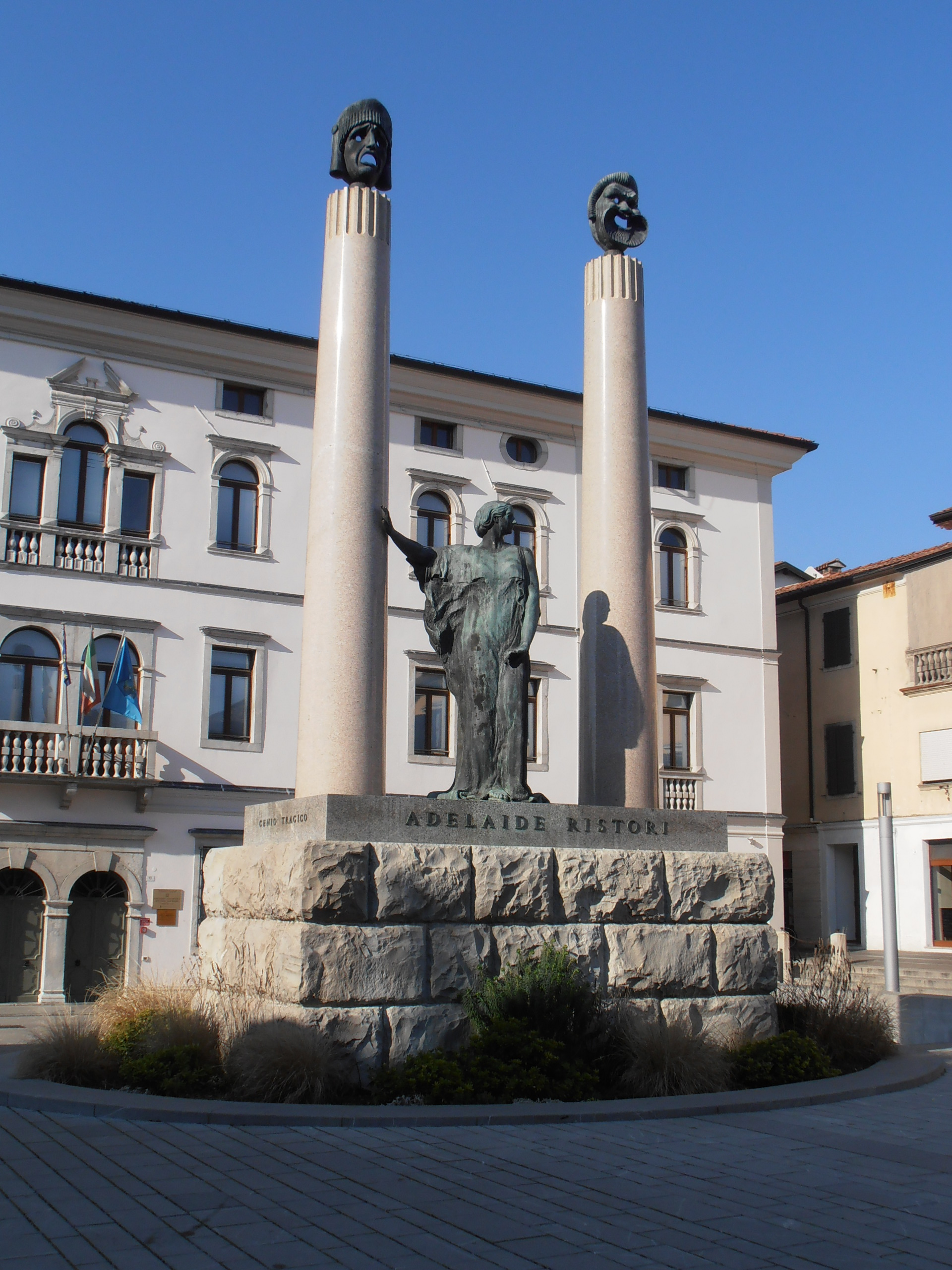
Monumento ad Adelaide Ristori a Cividale del Friuli

Alla sua memoria sono stati intitolati il teatro di Cividale del Friuli ed una tranquilla ed elegante via di Roma, nel quartiere dei Parioli, nelle vicinanze dell'ultima abitazione in cui visse prima di morire. Anche la città di Bologna le ha intitolato una via, nel quartiere San Donato, così come Torino, nel quartiere Regio Parco. Anche Padova le ha dedicato una via in un quartiere in cui tutte le strade sono intitolate a personaggi del teatro. Milano le ha dedicata una piccola via che sfocia in via Castel Morrone, nella "zona dei Martiri Risorgimentali".
Il 7 febbraio 1856 la conclusa ristrutturazione del teatro Valle a Verona viene inaugurata con Maria Stuarda di Schiller, protagonista la celebre attrice, che ottiene un tale successo da essere ricordata con l'intitolazione dell'edificio, conosciuto infatti ora come Teatro Ristori. Caduto in abbandono dalla seconda metà del Novecento, è stato nuovamente restaurato e riaperto, con prima serata il 14 gennaio 2012.
Nel 2022 ricorre il bicentenario della sua nascita. Il Civico museo biblioteca dell'attore di Genova, dove è collocato il lascito Ristori, ha organizzato in collaborazione con il Comune, con il Teatro Nazionale e la Università di Genova una manifestazione di ricordo e celebrazione che comprende la riproposta teatrale del Lady Macbeth della Ristori con la regia di Davide Livermore, una esposizione dei costumi e un convegno internazionale universitario sulla grande attrice. 
Questa manifestazione è diventata  uno dei due eventi  UNESCO italiani 22-23 insieme al centenario di Pasolini.
Il 30 agosto 2022 è stato ufficialmente inaugurato il monumento all'attrice in piazza Foro Giulio Cesare a Cividale del Friuli, realizzato nel 1913 a opera dello scultore romano Antonio Maraini, la cui inaugurazione era prevista il 30 agosto 1914 e annullata per lo scoppio della prima guerra mondiale.